# Ategnatos
Ategnatos es el octavo álbum de larga duración de la banda suiza de folk metal Eluveitie, que fue puesto a la venta el 5 de abril de 2019.

## Recibimiento
El álbum recibió críticas positivas en las que los escritores elogiaron la calidad musical y la diversidad de la banda.También se señaló que canciones como "Mine is the Fury" tenían un sonido más duro y pesado que muchos lanzamientos anteriores de la banda. Metal Hammer lo denominó el primer álbum "verdadero" de Eluveitie después de cinco años. El crítico de New Noise concluyó, sin embargo, que "Ategnatos es un buen álbum, aunque después de la larga historia y la extensa discografía de Eluveitie, es una oferta que no se destaca del resto de su catálogo. "

## Posicionamiento
Por primera vez, en los doce años de la historia de Eluveitie, un álbum suyo alcanzó el número uno de las listas de éxitos en Suiza. Al escuchar las noticias, la banda comentó «Es sencillamente increíble. Estamos orgullosos, felices y, sobre todo, agradecidos; gracias a vosotros, nuestros fanes. Junto a vosotros hemos logrado lo imposible y hemos puesto al metal donde le corresponde: ¡en la cima!». Además, Origins alcanzó el número uno en la lista Billboard's Heatseekers Albums e irrumpió en el top ten alemán llegando al número seis.
| Listas (2014)                 | Posición |
| ----------------------------- | -------- |
| Austria (Ö3 Austria)          | 12       |
| Bélgica (Ultratop)            | 159      |
| Francia (SNEP)                | 73       |
| Alemania (Offizielle Top 100) | 11       |
| Suiza (Schweizer Hitparade)   | 3        |
| Escocia (OCC)                 | 85       |
| España (Promusicae)           | 56       |

## Lista de canciones
| N.º | Título                    | Duración |  |
| 1.  | «Ategnatos»               | 4:54     |  |
| 2.  | «Ancus»                   | 0:12     |  |
| 3.  | «Deathwalker»             | 4:54     |  |
| 4.  | «Black Water Dawn»        | 4:18     |  |
| 5.  | «A Cry in the Wilderness» | 5:25     |  |
| 6.  | «The Ravenhill»           | 4:12     |  |
| 7.  | «The Silvern Glow»        | 1:10     |  |
| 8.  | «Ambiramus»               | 2:53     |  |
| 9.  | «Mine Is the Fury»        | 3:34     |  |
| 10. | «The Slumber»             | 4:57     |  |
| 11. | «Worship»                 | 5:35     |  |
| 12. | «Trinoxtion»              | 1:18     |  |
| 13. | «Threefold Death»         | 3:31     |  |
| 14. | «Breathe»                 | 5:28     |  |
| 15. | «Rebirth»                 | 4:58     |  |
| 16. | «Eclipse»                 | 3:01     |  |

### Ategnatos– Digipack bonus tracks
| N.º | Título                                     | Duración |  |
| 17. | «Ategnatos» (Versión en acústico)          | 3:50     |  |
| 18. | «Ambiramus» (Versión en acústico)          | 3:09     |  |
| 19. | «Threefold Rebirth» (Acoustic Folk Medley) | 2:57     |  |

## Intérpretes

### Eluveitie
- Kay Brem - Bajo eléctrico
- Chrigel Glanzmann - Voz gutural, tin y low whistle y mandola
- Jonas Wolf - Guitarra rítmica
- Matteo Sisti - Gaitas y whistles
- Fabienne Erni - Voz melódica, harpa
- Rafael Salzmann - Guitarra solista
- Alain Ackermann - Batería
- Nicole Ansperger - Violín

### Invitados
- Coen Strouken - viola
- Rebecca Thies - violin
- Sandrine Kindler-Chanson - violin
- Anne Jeger - cello
- Alexander Morton - narración en las pistas 1, 3, y 14
- Randy Blythe - narración en la pista 11
- Meri Tadić - narración en la pista 12